# An Michiels
An Michiels (Mortsel, 25 april 1967) is een voormalig Belgisch politica voor Vlaams Belang.

## Levensloop
Michiels volgde hoger onderwijs aan de Katholieke Universiteit Leuven en behaalde er in 1991 een licentie in de Romaanse filologie en in 1992 een aggregaat hoger secundair onderwijs. Tot aan haar verkiezing in het Vlaams Parlement in 2004 was ze beroepshalve lerares Frans in de derde graad van het technisch secundair onderwijs. 
Tijdens haar studententijd was Michiels aangesloten bij de studentenclub NSV en was ook actief binnen het Vlaams Nationaal Jeugdverbond (VNJ), waarvan ze schaarleidster was in Vilvoorde en gouwleidster in Brabant. Ze werd politiek actief voor het Vlaams Blok en opvolger Vlaams Belang en werd penningmeester van de lokale partijafdeling in Roosdaal en bestuurslid van de regionale partijafdeling in de regio Lennik.
Bij de derde rechtstreekse Vlaamse verkiezingen van 13 juni 2004 werd ze verkozen in de kieskring Vlaams-Brabant. Ook na de volgende  Vlaamse verkiezingen van 7 juni 2009 werd ze opnieuw Vlaams volksvertegenwoordiger. In het Vlaams Parlement was Michiels van 2004 tot 2009 secretaris van de commissie Onderwijs, Vorming, Wetenschap en Innovatie en vast lid van de commissies Binnenlandse Aangelegenheden, Bestuurszaken en Institutionele en Bestuurlijke Hervorming (2004-2009), Brussel en Vlaamse Rand (2007-2010) en Onderwijs en Gelijke Kansen (2009-2010).
In oktober 2010 verliet An Michiels de politiek om naar Zweden te verhuizen, waar ze een bed and breakfast opstartte.